# Entrecasteaux
Entrecasteaux é uma comuna francesa na região administrativa da Provença-Alpes-Costa Azul, no departamento de Var. Estende-se por uma área de 32,11 km². Em 2010 a comuna tinha 1 147 habitantes (densidade: 35,7 hab./km²).